# Patrick Lalime
Patrick Lalime (né le 7 juillet 1974 à Saint-Bonaventure près de Drummond dans la province de Québec) est un joueur professionnel de hockey sur glace qui évoluait au poste de gardien de but en Amérique du Nord.
Il est analyste sportif pour le réseau TVA Sports.

## Carrière

### Carrière junior
Élève, il était au Collège Saint-Bernard de Drummondville où il a grandi. Il a commencé le hockey en jouant pour les Cataractes de Shawinigan dans la Ligue de hockey junior majeur du Québec en 1991-1992. En 1993, les Penguins de Pittsburgh de la Ligue nationale de hockey le choisissent en sixième ronde du repêchage d'entrée (156e joueur choisi). Il reste encore une saison dans son équipe junior avant de rejoindre les Admirals de Hampton Roads de l'ECHL jusqu'en janvier 1995. Il signe alors son premier contrat professionnel avec les Penguins.

### Carrière professionnelle
Malgré la signature de ce contrat, Lalime ne rejoint pas de suite la franchise de la LNH mais il rejoint l'équipe des Lumberjacks de Cleveland de la Ligue internationale de hockey, équipe affiliée aux Penguins.
Pour la saison 1995-1996, il joue toujours avec les Lumberjacks et leur permet de jouer les séries éliminatoires. Au cours de la saison, il est à quelques reprises appelé pour être remplaçant de Tom Barrasso ou de Ken Wregget mais il ne jouera pas une seule fois. Il est également remplaçant pour les séries mais ne joue pas. Il ne peut donc pas participer aux séries des Lumberjacks qui perdent au premier tour.
Pour la troisième saison consécutive il joue dans l'équipe de Cleveland et est appelé en secours par moments pour les Penguins. Le 16 novembre 1996, il joue son premier match conte les Rangers de New York en remplacement de Wregget (défaite 8-3) puis il rejoue le mois d'après et c'est sa première victoire dans la LNH. Il décroche un record pour la plus grande série sans défaite de début de carrière (14 victoires et deux matchs nuls). À la fin de la saison, il est sélectionné dans l'équipe des recrues de la LNH.
Au début de la saison suivante, les Penguins et Lalime n'arrivent pas à s'entendre sur un contrat et il passe la saison entière avec les Griffins de Grand Rapids et en mars 1998, il signe un contrat avec les Mighty Ducks d'Anaheim en échange de Sean Pronger. Malheureusement pour lui, il ne parvient pas à se faire une place dans l'équipe au cours de la pré-saison des Ducks et il est assigné aux Blades de Kansas City.
Il réalise alors des prouesses avec 39 victoires, 20 défaites et quatre nuls, 3,01 buts encaissés par match et 90 % d'arrêts.
En juin 1999, les Ducks échangent Lalime aux Sénateurs d'Ottawa en retour de Ted Donato et Antti-Jussi Niemi qui sont à la recherche d'un gardien pour partager le temps de jeu avec Ron Tugnutt. Il commence alors sa carrière avec les Sens par un blanchissage 3 buts à 0 contre les Flyers de Philadelphie. En mars, les Sens échangent Tugnut contre Barrasso des Penguins et Lalime perd sa place de titulaire.
Pour la saison 2000-2001 de la LNH, il est le gardien titulaire des Sénateurs et parvient aux séries (défaite contre les Maple Leafs de Toronto en quatre matchs).
Il continue ses bonnes performances et participe en 2003 au 53e Match des étoiles de la LNH en remplacement de Ed Belfour blessé. Cette saison-là, les Sens gagnent le Trophée des présidents. 
Le 27 juin 2004, les Sens échangent Lalime aux Blues de Saint-Louis contre un choix conditionnel pour le repêchage d'entrée dans la LNH 2005. Il est prévu que Lalime soit le gardien n°1 des Blues mais un lock-out annule la saison et il ne joue pas au hockey de la saison.
Le 2 avril 2006, il se blesse et manque la fin de la saison des Blues qui finissent dernier de la ligue. Le 1er juillet, il rejoint les Blackhawks de Chicago en tant que remplaçant de Nikolaï Khabibouline. Il signe un contrat d'un an. 
Le 1er juillet 2008, Lalime signe un contrat de deux ans d'une valeur de 2 millions de dollars avec les Sabres de Buffalo.

## Statistiques
| Saison     | Équipe                    | Ligue      |     | Saison régulière | Saison régulière | Saison régulière | Saison régulière | Saison régulière | Saison régulière | Saison régulière | Saison régulière | Saison régulière | Saison régulière |    | Séries éliminatoires | Séries éliminatoires | Séries éliminatoires | Séries éliminatoires | Séries éliminatoires | Séries éliminatoires | Séries éliminatoires | Séries éliminatoires | Séries éliminatoires |
| Saison     | Équipe                    | Ligue      | PJ  | V                | D                | Pr/N             | Min              | BC               | Moy              | % Arr            | Bl               | Pun              | PJ               | V  | D                    | Min                  | BC                   | Moy                  | % Arr                | Bl                   | Pun                  |                      |                      |
| 1990-1991  | Forestiers d'Abitibi      | LHJAAAQ    | 26  | 9                | 17               | 0                | 1 595            | 151              | 5,81             |                  | 0                |                  | -                | -  | -                    | -                    | -                    | -                    | -                    | -                    | -                    |                      |                      |
| 1991-1992  | Cataractes de Shawinigan  | LHJMQ      | 6   |                  |                  |                  | 272              | 25               | 5,5              |                  | 0                | 0                | -                | -  | -                    | -                    | -                    | -                    | -                    | -                    | -                    |                      |                      |
| 1992-1993  | Cataractes de Shawinigan  | LHJMQ      | 44  | 10               | 24               | 4                | 2 467            | 192              | 4,67             |                  | 0                | 6                | -                | -  | -                    | -                    | -                    | -                    | -                    | -                    | -                    |                      |                      |
| 1993-1994  | Cataractes de Shawinigan  | LHJMQ      | 48  | 22               | 20               | 0                | 2 733            | 192              | 4,22             |                  | 1                | 2                | 5                | 1  | 3                    | 223                  | 25                   | 6,73                 |                      | 0                    | 0                    |                      |                      |
| 1994-1995  | Admirals de Hampton Roads | ECHL       | 26  | 15               | 7                | 3                | 1 470            | 82               | 3,35             | 89,4             | 2                | 0                | -                | -  | -                    | -                    | -                    | -                    | -                    | -                    | -                    |                      |                      |
| 1994-1995  | Lumberjacks de Cleveland  | LIH        | 23  | 7                | 10               | 4                | 1 230            | 91               | 4,44             | 88,2             | 0                | 6                | -                | -  | -                    | -                    | -                    | -                    | -                    | -                    | -                    |                      |                      |
| 1995-1996  | Lumberjacks de Cleveland  | LIH        | 41  | 20               | 12               | 7                | 2 314            | 149              | 3,86             | 89,3             | 0                | 6                | -                | -  | -                    | -                    | -                    | -                    | -                    | -                    | -                    |                      |                      |
| 1996-1997  | Penguins de Pittsburgh    | LNH        | 39  | 21               | 12               | 2                | 2 058            | 101              | 2,95             | 91,3             | 3                | 0                | -                | -  | -                    | -                    | -                    | -                    | -                    | -                    | -                    |                      |                      |
| 1996-1997  | Lumberjacks de Cleveland  | LIH        | 14  | 6                | 6                | 2                | 834              | 45               | 3,24             | 90,7             | 1                | 2                | -                | -  | -                    | -                    | -                    | -                    | -                    | -                    | -                    |                      |                      |
| 1997-1998  | Griffins de Grand Rapids  | LIH        | 31  | 10               | 10               | 9                | 1 749            | 76               | 2,61             | 91,8             | 2                | 2                | 1                | 0  | 1                    | 77                   | 4                    | 3,11                 |                      | 0                    | 0                    |                      |                      |
| 1998-1999  | Blades de Kansas City     | LIH        | 66  | 39               | 20               | 4                | 3 789            | 190              | 3,01             | 90               | 2                | 6                | 3                | 1  | 2                    | 179                  | 6                    | 2,01                 | 94,2                 | 1                    | 0                    |                      |                      |
| 1999-2000  | Sénateurs d'Ottawa        | LNH        | 38  | 19               | 14               | 3                | 2 038            | 79               | 2,33             | 90,5             | 3                | 4                | -                | -  | -                    | -                    | -                    | -                    | -                    | -                    | -                    |                      |                      |
| 2000-2001  | Sénateurs d'Ottawa        | LNH        | 60  | 36               | 19               | 5                | 3 607            | 141              | 2,35             | 91,4             | 7                | 2                | 4                | 0  | 4                    | 251                  | 10                   | 2,39                 | 89,9                 | 0                    | 0                    |                      |                      |
| 2001-2002  | Sénateurs d'Ottawa        | LNH        | 61  | 27               | 24               | 8                | 3 583            | 148              | 2,48             | 90,3             | 7                | 19               | 12               | 7  | 5                    | 778                  | 18                   | 1,39                 | 94,6                 | 4                    | 0                    |                      |                      |
| 2002-2003  | Sénateurs d'Ottawa        | LNH        | 67  | 39               | 20               | 7                | 3 943            | 142              | 2,16             | 91,1             | 8                | 6                | 18               | 11 | 7                    | 1 122                | 34                   | 1,82                 | 92,4                 | 1                    | 0                    |                      |                      |
| 2003-2004  | Sénateurs d'Ottawa        | LNH        | 57  | 25               | 23               | 7                | 3 324            | 127              | 2,29             | 90,5             | 5                | 17               | 7                | 3  | 4                    | 398                  | 13                   | 1,96                 | 90,6                 | 0                    | 2                    |                      |                      |
| 2005-2006  | Blues de Saint-Louis      | LNH        | 31  | 4                | 18               | 8                | 1 699            | 103              | 3,64             | 88,1             | 0                | 0                | -                | -  | -                    | -                    | -                    | -                    | -                    | -                    | -                    |                      |                      |
| 2005-2006  | Rivermen de Peoria        | LAH        | 14  | 6                | 6                | 1                | 798              | 38               | 2,86             |                  | 1                | 2                | -                | -  | -                    | -                    | -                    | -                    | -                    | -                    | -                    |                      |                      |
| 2006-2007  | Blackhawks de Chicago     | LNH        | 12  | 4                | 6                | 1                | 645              | 33               | 3,07             | 89,6             | 1                | 0                | -                | -  | -                    | -                    | -                    | -                    | -                    | -                    | -                    |                      |                      |
| 2006-2007  | Admirals de Hampton Roads | LAH        | 4   | 3                | 1                | 0                | 241              | 10               | 2,49             | 0,93             | 0                | 0                | -                | -  | -                    | -                    | -                    | -                    | -                    | -                    | -                    |                      |                      |
| 2007-2008  | Blackhawks de Chicago     | LNH        | 32  | 16               | 12               | 2                | 1 828            | 86               | 2,82             | 89,7             | 1                | 8                | -                | -  | -                    | -                    | -                    | -                    | -                    | -                    | -                    |                      |                      |
| 2008-2009  | Sabres de Buffalo         | LNH        | 24  | 5                | 13               | 3                | 1 297            | 67               | 3,1              | 90               | 0                | 0                | -                | -  | -                    | -                    | -                    | -                    | -                    | -                    | -                    |                      |                      |
| 2009-2010  | Sabres de Buffalo         | LNH        | 16  | 4                | 8                | 2                | 854              | 40               | 2,81             | 90,7             | 0                | 2                | -                | -  | -                    | -                    | -                    | -                    | -                    | -                    | -                    |                      |                      |
| 2009-2010  | Pirates de Portland       | LAH        | 2   | 0                | 1                | 1                | 124              | 6                | 2,91             | 91,4             | 0                | 0                | -                | -  | -                    | -                    | -                    | -                    | -                    | -                    | -                    |                      |                      |
| 2010-2011  | Sabres de Buffalo         | LNH        | 7   | 0                | 5                | 0                | 365              | 18               | 2,96             | 89               | 0                | 0                | -                | -  | -                    | -                    | -                    | -                    | -                    | -                    | -                    |                      |                      |
| Totaux LNH | Totaux LNH                | Totaux LNH | 444 | 200              | 174              | 32               | 25 241           | 1 085            | 2,58             | 90,5             | 35               | 58               | 41               | 21 | 20                   | 2 549                | 75                   | 1,77                 | 92,6                 | 5                    | 2                    |                      |                      |